# Lee Kiefer
Lee Oropilla Kiefer (ur. 15 czerwca 1994 w Cleveland) – amerykańska florecistka pochodzenia filipińskiego, dwukrotna złota medalistka olimpijska i wielokrotna medalistka mistrzostw świata.
W 2008 roku zdobyła brązowy medal w indywidualnej rywalizacji kadetek na mistrzostwach świata juniorów w Acireale. W 2009 roku, wówczas 15-letnia Lee Kiefer, była najmłodszą zawodniczką startującą w drużynie narodowej w kategorii wiekowej seniorek. Jednocześnie zdobyła srebro wśród kadetek i złoto drużynowo na mistrzostwach świata juniorów w Belfaście. Następnie zwyciężyła wśród kadetek podczas mistrzostw świata juniorów w Baku w 2010 roku. W 2011 roku zdobyła srebrne medale mistrzostw świata kadetów i juniorów (drużynowo i indywidualnie) oraz brązowy mistrzostw świata seniorów w Katanii. W ten sposób stała się jedyną zawodniczką, której w jednym roku udało się stanąć na podium mistrzostw świata we wszystkich trzech kategoriach wiekowych (kadetów, juniorów i seniorów). Wśród juniorek zdobywała także brąz indywidualnie i srebro drużynowo na mistrzostwach świata juniorów w Moskwie (2012) oraz mistrzostwach świata juniorów w Poreču (2013) oraz złote w obu konkurencjach podczas mistrzostw świata juniorów w Płowdiwie (2014).
Wystartowała na igrzyskach olimpijskich w Londynie (2012), gdzie była jedną z najmłodszych reprezentantek Stanów Zjednoczonych (18 lat), zajęła 5. miejsce po przegranej w ćwierćfinale z Włoszką Arianną Errigo. Drużynowo była tam szósta. Na rozgrywanych cztery lata później igrzyskach w Rio de Janeiro zajęła dziesiątą pozycję w rywalizacji indywidualnej. Brała też udział w igrzyskach olimpijskich w Tokio, gdzie w rywalizacji indywidualnej zdobyła złoty medal, pokonując w finale Innę Dierigłazową 15:13. W zawodach drużynowych była tam czwarta. W 2024 roku ponownie reprezentowała Stany Zjednoczone na Letnich Igrzyskach Olimpijskich, gdzie w rywalizacji indywidualnej florecistek ponownie sięgnęła po złoty medal.
Wielokrotnie zdobywała medale mistrzostw świata w zawodach drużynowych, w tym złoty na MŚ w Wuxi (2018), srebrne na MŚ w Lipsku (2017) i MŚ w Kairze (2022) oraz brązowy podczas MŚ w Budapeszcie (2019). Ponadto zdobyła także brązowe medale w rywalizacji indywidualnej: na MŚ w Kairze w 2022 (ustępując tylko Francuzce Ysaorze Thibus i Ariannie Errigo) oraz MŚ w Mediolanie w 2023 (za Alice Volpi i Arianną Errigo).
Na igrzyskach panamerykańskich w Guadalajarze (2011) zdobyła złote medale w obu konkurencjach floretu. Na rozgrywanych cztery lata później igrzyskach panamerykańskich w Toronto ponownie zwyciężyła w turnieju indywidualnym, a drużynowo była druga. Ponadto podczas igrzysk panamerykańskich w Limie (2019) i igrzysk panamerykańskich w Santiago (2023) zdobywała złote medale indywidualnie i drużynowo.
Puchar Świata w szermierce
- floret (2018)

Studiowała na University of Notre Dame. Szermierkę uprawiali również jej ojciec, starsza siostra Alex i młodszy brat Axel.
Jej mężem jest Gerek Meinhardt.